# 国立大学駅
国立大学駅（こくりつだいがくえき、サヘルムツィポ・ウニヴェルシテティ駅、グルジア語: სახელმწიფო უნივერსიტეტი、グルジア語ラテン翻字: Sakhelmtsipo Universiteti）、またはステート・ユニバーシティ駅（英語: State University）は、ジョージアのトビリシ、サブルタロ地区にあるトビリシ地下鉄サブルタロ線の駅である。同線の最西端に位置する。
国立大学駅の建設はソビエト連邦時代の1985年の第3四半期に開始したが、ソビエト連邦の崩壊後の1994年、財政難により工事中断となった。2000年には計画自体が完全凍結となった。2015年春、アジア開発銀行の援助を受けて建設計画が更新され、工事が再開した。工事は2017年夏に完了し、トビリシ国立大学の学長と学生が検査を行った後、2017年10月16日にトビリシで23番目の地下鉄駅として開業した。

## 歴史
- 2017年10月16日 - 開業

## 設計と建設
駅の設計は建築家のG・モズマニシヴィリ (გ. მოძმანიშვილი) が行い、工事中断となる1994年までプロジェクト組織サクトランスプロエクティ (საქტრანსპროექტი) が建設を担った。大部分の工事はソビエト連邦時代に行われた。2015年の工事再開後は、スペインの建設会社 COBRA ASSIGNIA が完成まで担当した。
この駅は、単一アーチ型の深度シングルボールト駅の設計で建設された。出入口は1箇所であり、サンドロ・エリス通り (სანდრო ეულის ქუჩა) とヴァジャ＝プシャヴェラ通り (ვაჟა-ფშაველას გამზირი) の交差点から3本のエスカレーターによってプラットホームに繋がっている。

## 駅周辺
- トビリシ国立大学
- トビリシ・アリーナ
- MagtiCom（グルジア語版）本社
- イノヴァ・メディカルセンター